# Joel Anthony
Joel Vincent Anthony (* 9. August 1982 in Montreal, Kanada) ist ein ehemaliger kanadischer Basketballspieler.

## Laufbahn
Anthony spielte als Jugendlicher von 1994 bis 1997 an der Selwyn House School in der kanadischen Provinz Québec, anschließend am Dawson College in Montreal. Er ging dann ins Nachbarland, die Vereinigten Staaten, war bis 2004 Mitglied des Pensacola Junior College im Bundesstaat Florida, gefolgt von einem Wechsel an die University of Nevada, Las Vegas, wo er für die Hochschulmannschaft Rebels in der Mountain West Conference (MWC) der NCAA von 2004 mit einem Jahr Verletzungspause bis 2007 spielte.
Obwohl e nicht beim NBA-Draft 2007 ausgewählt wurde, schaffte er im Sommer 2007 den Sprung in den Saisonkader der Miami Heat. Auf der Position des Centers gewann er 2012 und 2013 die Meisterschaft mit den Heat. Im Januar 2014 wurde Anthony von den Heat zu den Boston Celtics transferiert, bevor er zur Saison 2014/15 zu den Detroit Pistons wechselte. 2017 wechselte er zu den San Antonio Spurs, für die er lediglich eine Saison absolvierte. Zur Saison 2018/19 wechselte er nach 556 NBA-Spielen zum amtierenden argentinischen Meister San Lorenzo. 2019 beendete er seine Laufbahn. Anthony spielte während seiner Karriere an der Seite von Größen wie Shaquille O’Neal, LeBron James, Chris Bosh, Kawhi Leonard und Alonzo Mourning. Die Stärken des Kanadiers lagen in der Verteidigung, insbesondere beim Blocken gegnerischer Würfe. In seinen 490 NBA-Hauptrundenspielen erzielte Anthony im Schnitt 2,2 Punkte, 2,8 Rebounds und 1,1 Blocks.
Er war kanadischer Nationalspieler, er bestritt 41 Länderspiele. Er nahm an der Weltmeisterschaft 2010 sowie den Amerikameisterschaften 2009, 2011, 2013 und 2017 teil.